# ماركوس دونستان
ماركوس دونستان (بالإنجليزية: Marcus Dunstan)‏ هو كاتب مسرحي وكاتب سيناريو ومخرج وممثل أمريكي، ولد في 14 أبريل 1979 في الولايات المتحدة.

## أعمال

### أفلام
- (2007) سو 4
- (2008) سو 5
- (2009) ذا كوليكتور[4]
- (2009) سو VI
- (2010) فأس II
- (2012) بيرانا ثري دي دي
- (2012) ذا كولكشن

## وصلات خارجية
- ماركوس دونستان على موقع IMDb (الإنجليزية)
- ماركوس دونستان على موقع ألو سيني (الفرنسية)
- ماركوس دونستان على موقع أول موفي (الإنجليزية)
- ماركوس دونستان على موقع بوكس أوفيس موجو (الإنجليزية)
- ماركوس دونستان على موقع قاعدة بيانات الأفلام السويدية (السويدية)
- ماركوس دونستان على موقع قاعدة بيانات الفيلم (الإنجليزية)
- ماركوس دونستان على موقع كينوبويسك (الروسية)